# Kyaroikeidae
Famille
Les Kyaroikeidae sont une famille de Ciliés de la classe des Cyrtophoria et de l’ordre des Dysteriida.

## Étymologie
Le nom de la famille vient du genre type Kyaroikeus, du grec ancien κύαρ / kýar, « trou, orifice » (comme le chas d'une aiguille, l'orifice de l'oreille), et οικος / oikos, habitation, littéralement « habitant d’un trou », en référence à l’évent des Cétacés, d’où ont été collectés ces organismes.

## Description
James H. Sniezek (d) et al. décrivent ainsi le genre et l'espèce type : Kyaroikeus cetarius est un grand cilié en forme de fuseau, vivant dans le mucus des évents de cétacés Odontocètes. Ces ciliés ont un podite (segment d’appendice) postérieur et proéminent. Ils sont holotriches  à l'exception d'une bande bipolaire bien visible s'étendant le long de la marge gauche de la cellule. Ce sont principalement des individus nageant librement dans le mucus ; cependant, certains vivent attachés aux cellules hôtes par un fil transparent sécrété par le podite. L'architecture buccale consiste en une cinétique prébuccale et deux cinétiques péribuccales situées dans une cavité profonde prolongé par vaste cytopharynx.
Les cinéties somatiques se composent :
- de monokinétides formant un large champ ciliaire couvrant la majeure partie de la surface cellulaire ;
- d'un champ ciliaire gauche réduit, adjacent à la cavité buccale ;
- d'un groupe de quatre fragments kinétaux situés au milieu du ventre dans une poche peu profonde.

Le grand macronoyau hétéromère est central et bien visible ; le micronoyau, moins visible, est ellipsoïde et positionné à côté du cytopharynx.

## Distribution
L'espèce Kyaroikeus cetarius est un cilié parasite des voies respiratoires des Cétacés odontocètes.
L'espèce Planilamina ovata a été récoltée dans l'évent du Grand Dauphin de l'Atlantique (Tursiops truncatus) au Marine Life Oceanarium, à Gulfport, dans le Mississippi, de la Fausse Orque (Pseudorca crassidens) et du Grand Dauphin de l'Atlantique à SeaWorld Orlando, en Floride.

## Liste des genres
Selon GBIF (14 décembre 2022) :
- Planilamina Ma, Overstreet, Sniezek, Solangi & Wayne Coats, 2006

Selon l'IRMNG (14 décembre 2022)
- Kyaroikeus Sniezek, Coats & Small, 1995
  - Espèce type : Kyaroikeus cetarius Sniezek et al.,, 1995
- Planilamina Ma, Overstreet, Sniezek, Solangi & Coats, 2006
  - Espèce type : Planilamina ovata Ma et al., 2006

## Systématique
La famille des Kyaroikeidae a été décrite en 1996 par James H. Sniezek (d) et D. Wayne Coats (d).